# Juliana Fabritius-Dancu
Juliana Fabritius-Dancu (Nagyszeben, 1930. január 21. – Bukarest, 1986. augusztus 7.) erdélyi szász festő, néprajzkutató és művészettörténész.

## Életpályája
Édesapja  Julius Alfred Fabritius építész volt. A gimnáziumot szülővárosában végezte, 1942-től Hildegard Schieb grafikus tanítványa volt, 1945-48 között Trude Schullerus mellett tanult. 1948-49-ben a bukaresti Képzőművészeti Intézetben tanult Nicolae Dărăscu festő osztályában. 1949-ben a Securitate vádjai nyomán kizárták az intézetből és „kémtevékenység” vádjával két év börtönre ítélték.
Az 1951-1957 közötti időszakban rendszeresen kiállított a Képzőművészek Egyesülete nagyszebeni fiókjának csoportos kiállításain. 1957-ben házasodott össze a bukaresti Dumitru Dancu művészettörténésszel. 1958-1967 között a nagyszebeni Brukenthal Múzeumban, illetve a bukaresti Falumúzeumban dolgozott rajzolóként. Ezzel párhuzamosan az 1962-1966 időszakban restaurátorként is tevékenykedett a bukaresti Szépművészeti Múzeumban. 1967-től kezdve szabadfoglalkozású művészként dolgozott.
Számos könyvillusztrációja mellett monográfiát jelentetett meg a nagyszebeni plébániatemplomról (1968), a nagydisznódi erődtemplomról (1970), Trude Schullerusról (1970), Harald Meschendörferről (1984). Több mint tíz művészeti munkát fordított és számos történelmi és művészettörténeti cikke jelent meg. 1971-1986 között a bukaresti Neuer Weg napilap által kiadott Komm mit című turisztikai almanachban 105 saját maga által illusztrált cikket jelentetett meg erdélyi szász erődtemplomokról.

## Művei

### Könyvek
- Trude Schullerus. Bukarest: Kriterion. 1974
- Cetăți țărănești săsești din Transilvania. [Erdélyi szász parasztvárak.] Nagyszeben. 1980
- Die bäuerliche Hinterglasmalerei in Rumänien (Dumitru Dancuval). Berlin. 1980
- Turnuri Transilvănene / Siebenbürgische Wehrtürme. [Erdélyi védőtornyok.] Editura Transilvania Publicitate. 1982
- Spaziergang durch Alt-Hermannstadt. [Séta a régi Nagyszebenben.] Nagyszeben: Transilvania. 1983
- Sächsische Kirchenburgen in Siebenbürgen. [Erdélyi szász erődtemplomok.] Nagyszeben. 1983
- Harald Meschendörfer (Künstlermonographie). Bukarest: Kriterion. 1984
- Romanian icons on glass (Romanian traditions and customs). Wayne State University Press. 1982. ISBN 0814317111

### Fordítások
- Nicolescu, Corina: Rumänische Ikonen. Bukarest: Meridiane, 1973
- Drăguț, Vasile: Humor. Bukarest: Meridiane. 1973
- Nicolescu, Corina: Die Edelschmiedekunst in Rumänien. Bukarest: Meridiane. 1973

### Könyvillusztrációk
- Hansgeorg Killyen, Maja Philippi, Rohtraut Wittslock, Gernot Nussbächer: Alt-Kronstadt: Bilder einer Stadt. [A régi Brassó: egy város képei.] Heilbronn: Johannis Reeg Verlag. 2006.  ISBN 3-937320-34-2

## Kiállításai
- 1978-1979: Erdélyi szász parasztvárak és erődtemplomok (akvarellek). Vándorkiállítás Németországban (Heidelberg, Braubach, Stuttgart).
- 1983: Az erdélyi szászok népviselete (akvarellek). Gundelsheim.
- 2010: Szász templomvárak. Vecsés, Pilisszentiván

## Fordítás
- Ez a szócikk részben vagy egészben a Juliana Fabritius-Dancu című német Wikipédia-szócikk ezen változatának fordításán alapul.  Az eredeti cikk szerkesztőit annak laptörténete sorolja fel. Ez a jelzés csupán a megfogalmazás eredetét és a szerzői jogokat jelzi, nem szolgál a cikkben szereplő információk forrásmegjelöléseként.
- Ez a szócikk részben vagy egészben a Juliana Fabritius-Dancu című román Wikipédia-szócikk ezen változatának fordításán alapul.  Az eredeti cikk szerkesztőit annak laptörténete sorolja fel. Ez a jelzés csupán a megfogalmazás eredetét és a szerzői jogokat jelzi, nem szolgál a cikkben szereplő információk forrásmegjelöléseként.